# Пека Хаависто
Пека Хаависто (на фински: Pekka Haavisto) е финландски политик от партията Зелен съюз. През 1995 – 1999 година е министър на околната среда в кабинета на Пааво Липонен, като става първият европейски министър от зелена партия.

## Биография
Хаависто е роден на 23 март 1958 година в Хелзинки. През 1987 година е избран за депутат от Зеления съюз, а през 1993 година оглавява партията. През 1995 година напуска тези постове, след като е избран за министър на околната среда, какъвто остава до 1999 година. През следващите години работи за Програмата на ООН за околната среда. През 2005 година става специален представител на Европейския съюз в Судан и участва в мирните преговори, сложили край на Дарфурската война. От 2007 година отново е депутат във финландския парламент, а през 2012 е кандидат за президент, като неочаквано се класира втори на първия тур, но губи изборите срещу Саули Нийнистьо.
Хаависто е открито гей и от 2002 г. има граждански съюз с Нексар Антонио Флорес.